# Shahrokh Bayani
Pour les articles homonymes, voir Bayani.
Shahrokh Bayani (en persan : شاهرخ بیانی) (né en 1961) est un footballeur international iranien. Il est co-meilleur buteur de la Coupe d'Asie des nations de football 1984.
Bayani fait l'ensemble de sa carrière lorsque le Championnat d'Iran de football est annulé pour cause du conflit Iran-Irak. Malgré cela, il participe à Coupe d'Asie des nations de football 1984 et s'illustre en marquant deux buts sur pénalty contre les Émirats arabes unis et Singapour. Il ouvre le score en demi-finale de la compétition contre l'Arabie Saoudite mais son équipe est éliminée aux tirs au but.
Il termine meilleur buteur de la compétition avec son coéquipier Nasser Mohammadkhani et le Chinois Jia Xiuquan.